# Championnat d'Irlande de rugby à XV 2012-2013
 (février 2014).
Navigation
Ulster Bank League 2011-12 Ulster Bank League 2013-2014
Le Championnat d'Irlande de rugby à XV 2012-2013 ou Ulster Bank League 2012-2013 oppose les vingt meilleurs clubs d'Irlande répartis en deux divisions. Cette 23e édition du championnat est remporté par le club de Lansdowne RFC, déclaré vainqueur à l'issue de la phase régulière, alors que le Ballynahinch RFC remporte la Division 1B.

## Liste des équipes en compétition
| Division 1A - Cork Constitution RFC - Old Belvedere RFC - Young Munster RFC - St. Mary's College RFC - Dolphin RFC - Shannon RFC - Garryowen FC - Clontarf FC - Lansdowne RFC - UL Bohemian RFC | Division 1B - Blackrock College RFC - Buccaneers RFC - Dungannon - Bruff RFC - Belfast Harlequins - Ballynahinch RFC - Ballymena RFC - University College Dublin RFC - Dublin University FC - Malone RFC |

## Saison régulière

### Division 1A
| Cork Constitution RFC Old Belvedere RFC Young Munster RFC St. Mary's College RFC Dolphin RFC Shannon RFC Garryowen Football Club Clontarf FC Lansdowne RFC UL Bohemian RFC |

| Équipe                  | Stade             | Capacité | Ville    |
| ----------------------- | ----------------- | -------- | -------- |
| Cork Constitution RFC   | Temple Hill       | 1 000    | Cork     |
| Old Belvedere RFC       | Anglesea Road     |          | Dublin   |
| Young Munster RFC       | Tom Clifford Park |          | Limerick |
| St. Mary's College RFC  | Templeville Road  |          | Dublin   |
| Dolphin RFC             | Musgrave Park     | 9 251    | Cork     |
| Shannon RFC             | Thomond Park      | 26 500   | Limerick |
| Garryowen Football Club | Dooradoyle        | 1 500    | Limerick |
| Clontarf Football Club  | Castle Avenue     |          | Dublin   |
| Lansdowne RFC           | Lansdowne Road    |          | Dublin   |
| UL Bohemian RFC         | Thomond Park      | 26 500   | Limerick |

### Classement
| Rang | Club                   | J  | V  | N | D  | Bo | Bd | Pm  | Pe  | Diff | Pts |
| ---- | ---------------------- | -- | -- | - | -- | -- | -- | --- | --- | ---- | --- |
| 1    | Lansdowne              | 18 | 14 | 0 | 4  | 10 | 2  | 524 | 292 | +232 | 68  |
| 2    | Garryowen              | 18 | 11 | 0 | 7  | 2  | 4  | 338 | 269 | +69  | 50  |
| 3    | Clontarf               | 18 | 9  | 0 | 9  | 6  | 7  | 413 | 315 | +98  | 49  |
| 4    | Cork Constitution      | 18 | 11 | 0 | 7  | 2  | 1  | 349 | 435 | -86  | 47  |
| 5    | Dolphin                | 18 | 8  | 0 | 10 | 4  | 6  | 366 | 349 | +17  | 42  |
| 6    | Young Munster          | 18 | 8  | 0 | 10 | 2  | 6  | 294 | 302 | -8   | 40  |
| 7    | Old Belvedere          | 18 | 7  | 0 | 11 | 5  | 7  | 379 | 392 | -13  | 40  |
| 8    | St. Mary's College (T) | 18 | 9  | 0 | 9  | 1  | 2  | 316 | 345 | -29  | 39  |
| 9    | Shannon                | 18 | 6  | 0 | 12 | 3  | 4  | 302 | 429 | -127 | 31  |
| 10   | UL Bohemian            | 18 | 7  | 0 | 11 | 1  | 2  | 241 | 394 | -153 | 31  |

|  | Vainqueur (no 1).        |
|  | Relégués (no 9, no 10).  |
|  | T : Tenant du titre 2012 |

### Division 1B
| Blackrock College RFC Buccaneers RFC Dungannon RFC Bruff RFC Belfast Harlequins Ballynahinch RFC Ballymena RFC University College Dublin RFC Dublin University FC |

| Équipe                        | Stade             | Capacité | Ville        |
| ----------------------------- | ----------------- | -------- | ------------ |
| Blackrock College RFC         | Stradbrook        |          | Blackrock    |
| Buccaneers RFC                | Ericsson Park     | 10 000   | Athlone      |
| Dungannon RFC                 | Stevenson Park    |          | Dungannon    |
| Dublin University FC          | College Park      |          | Dublin       |
| Malone RFC                    | Gibson Park       |          | Belfast      |
| Bruff RFC                     | Kilballyowen Park |          | Bruff        |
| Belfast Harlequins            | Deramore Park     |          | Belfast      |
| Ballynahinch RFC              | Ballymacarn Park  |          | Ballynahinch |
| Ballymena RFC                 | Eaton Park        |          | Ballymena    |
| University College Dublin RFC | The Bowl          |          | Dublin       |

### Classement
| Rang | Club               | J  | V  | N | D  | Bo | Bd | Pm  | Pe  | Diff | Pts |
| ---- | ------------------ | -- | -- | - | -- | -- | -- | --- | --- | ---- | --- |
| 1    | Ballynahinch       | 18 | 16 | 1 | 1  | 9  | 0  | 623 | 231 | +392 | 75  |
| 2    | UCD                | 18 | 14 | 0 | 4  | 10 | 2  | 556 | 278 | +278 | 68  |
| 3    | Dublin University  | 18 | 13 | 0 | 5  | 5  | 5  | 450 | 290 | +160 | 62  |
| 4    | Buccaneers         | 18 | 10 | 1 | 7  | 5  | 2  | 387 | 395 | -8   | 49  |
| 5    | Malone             | 18 | 7  | 1 | 10 | 4  | 4  | 392 | 414 | -22  | 38  |
| 6    | Belfast Harlequins | 18 | 7  | 1 | 10 | 2  | 6  | 350 | 386 | -36  | 38  |
| 7    | Blackrock College  | 18 | 7  | 2 | 9  | 3  | 3  | 357 | 410 | -53  | 38  |
| 8    | Dungannon          | 18 | 6  | 1 | 11 | 4  | 3  | 385 | 414 | -29  | 33  |
| 9    | Ballymena          | 18 | 3  | 1 | 14 | 2  | 3  | 201 | 546 | -345 | 19  |
| 10   | Bruff              | 18 | 3  | 0 | 15 | 0  | 6  | 210 | 547 | -337 | 18  |

|  | Promus en Division 1A (no 1, no 2). |
|  | Relégués (no 9, no 10).             |